# Rosensopp
Rosensopp (Suillellus rhodoxanthus) är en sopp som tillhör familjen Boletaceae.

## Förekomst
Rosensoppen förekommer i stora delar av södra och mellersta Europa, men är ingenstans vanlig. I Norden är den funnen i Sverige (tre lokaler i Skåne) och Norge (en lokal i Telemark). Inga säkra fynd har gjorts i Danmark. Den växer i ädellövskog och bildar ektomykorrhiza med ekar och bokar.

## Kännetecken
Rosensoppens hatthud är till en början grå till ockra, men den får strax rosa toner, speciellt mot kanten. Porerna är röda till rödorange och blånar vid tryck. Foten har ett rött till orange ådernät mot ganska gul bakgrund. Köttet är gult och knappast blånande i foten, ljusare gult och (ofta ganska svagt) blånande i hatten - detta är det bästa kännetecknet gentemot snarlika arter. Förväxlingsrisk föreligger med djävulssopp (Rubroboletus satanas) som saknar skära toner på hatten, falsk djävulssopp (Rubroboletus legaliae) med kött som blånar även i foten och purpursopp (Imperator rhodopurpureus) som har kraftigt blånande kött och även blånande hatthud.

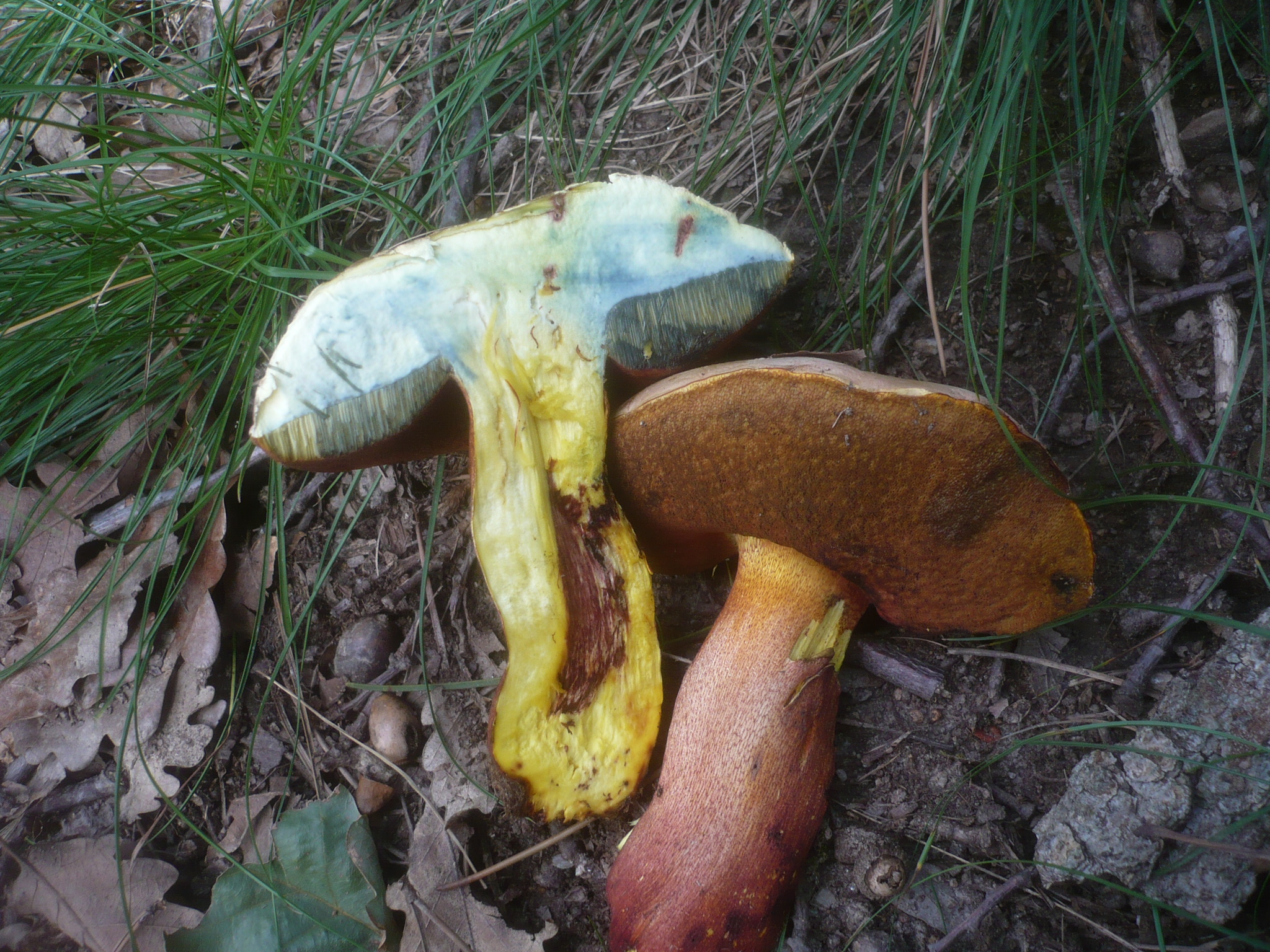
Rosensoppens kött blånar något i hatten men endast obetydligt, om alls, i foten.
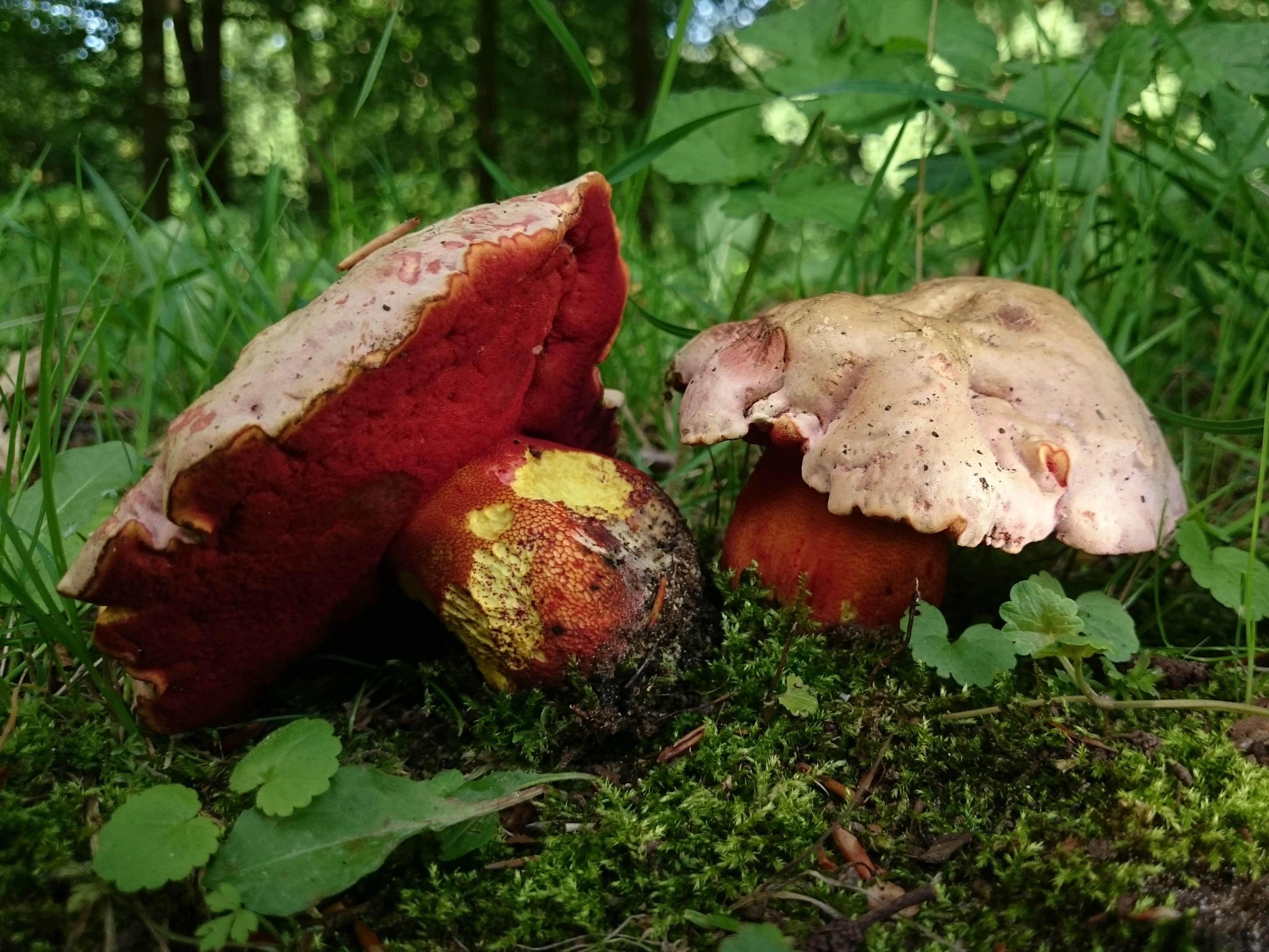
Utvuxna fruktkroppar får gammelrosa färgtoner på hatten.

## Taxonomi
Rosensopp beskrevs som Boletus sanguineus var. rhodoxanthus av Julius Vincenz von Krombholz 1836. Franz Kallenbach betraktade den som egen art Boletus rhodoxantus 1925. 2014 flyttades den till det nybeskrivna släktet Rubroboletus Kuan Zhao och Zhu L.Yang. Året därpå flyttades den till det år 2014 "återupplivade" släktet Suillellus av Jaime B. Blanco Dios.